# Miami Vice
Miami Vice är en amerikansk TV-serie från 1984–1989, skapad av Anthony Yerkovich och Michael Mann, med Don Johnson och Philip Michael Thomas i huvudrollerna.

## Handling
James Sonny Crockett och Ricardo "Rico" Tubbs samt deras kollegor arbetar under täckmantel för att avslöja brottslingar som i allmänhet är inblandade i någon form av narkotika-, prostitutions- eller vapenaffärer. Crockett bor på en båt tillsammans med en alligator kallad Elvis.
Förutom Crockett och Tubbs får man bland andra bekanta sig med deras kollegor Trudy Joplin (Olivia Brown), Gina Navarro Calabrese (Saundra Santiago), Larry Zito (John Diehl), Stan Switek (Michael Talbott), samt den buttre och fåordige kommissarie Martin Castillo (Edward James Olmos).

## Om serien
Serien spelades in mellan 1984 och 1989 och sammanlagt 111 avsnitt producerades under 5 säsonger. Samtliga avsnitt sändes på NBC utom det sista avsnittet "Too Much Too Late" som sändes ett halvår senare på kanalen USA Network. Serien speglar 1980-talets pastellfärgade mode, neon och inredning tydligt. Serien kom att bli en trendsättare, och män började att bära kläder med starkare färger.
Många kända ansikten, både skådespelare, musiker, komiker och andra kändisar, har gästspelat i serien, en del av dem var stora redan på den tiden, andra skulle bli stora senare. Exempel på gästskådespelare: Frank Zappa, Jimmy Smits, Laurence Fishburne, Little Richard, Bruce Willis, Julia Roberts, Iggy Pop, Iman, Penn Jillette, Leonard Cohen, Viggo Mortensen, Liam Neeson, Gene Simmons, Ben Stiller, Phil Collins, Ed O'Neill, Benicio Del Toro, Wesley Snipes, Annette Bening, Helena Bonham Carter, Steve Buscemi, Michael Madsen, Michael Chiklis och Brian Dennehy.
Miami Vice var också känd för sin innovativa användning av musik, särskilt av många av 1980-talets största pop- och rockmusik-hits, bland annat "Relax" av Frankie Goes to Hollywood och "Sledgehammer" av Peter Gabriel, och den instrumentella syntmusiken av Jan Hammer. 
Michael Manns synopsis innehöll uttrycket "MTV cops". 
Många artister och bolag ville ha med sin musik i serien när den hade blivit populär. Exempel på band och artister som spelats i serien: a-ha, Jackson Browne, Phil Collins, Bryan Adams, Tina Turner, Frankie Goes to Hollywood, Peter Gabriel, Dire Straits, ZZ Top, Depeche Mode, The Hooters, Glenn Frey, U2, Foreigner och The Police.
Några av musikerna gästskådespelade även i serien, till exempel Phil Collins, Glenn Frey, Willie Nelson, Ted Nugent och Frank Zappa.

## På TV och DVD

### TV
Serien hade svensk premiär den 7 april 1986 i dåvarande TV1. Dock köpte inte Sveriges Television in pilotavsnittet Brother's Keeper (S1E01), utan serien började med det andra avsnittet Heart of Darkness (S1E02) vilket gjorde att introduktionen av karaktärerna uteblev för den svenska TV-publiken. Delar av första säsongen sändes under våren och hösten 1986. Andra säsongen sändes under 1988, även den i TV1.
Den 23 maj 2003 började Kanal 5 sända serien igen, fast då bara säsongerna 1, 2 och 3. TV6 har sänt serien på nätterna. Serien har även visats på TV 4 Guld.

### DVD
Samtliga 5 säsonger finns utgivna på DVD. Dessutom har en box med samtliga säsonger släppts.